# Li Jiazhong
Li Jiazhong (chiń. 李家忠) – chiński dyplomata. Dwunasty ambasador Chińskiej Republiki Ludowej w Wietnamie. Pełnił tę funkcję w okresie od grudnia 1995 do lipca 2000. Wcześniej był ambasadorem w Laosie od marca 1994 do października 1995.